# Juan Carlos Beltrán Agoiz
Juan Carlos Beltrán Agoiz (Mallén, Provincia de Zaragoza, España, 17 de diciembre de 1965), más conocido como Juan Carlos Beltrán, es un entrenador de fútbol español, que actualmente dirige a Utebo Fútbol Club de la Segunda División RFEF.

## Trayectoria
Juan Carlos Beltrán iniciaría su etapa como entrenador en la Sociedad Deportiva Huesca con apenas 35 años, dirigiendo al equipo en la Tercera División de España. En la temporada 2000-01, logró el ascenso a la Segunda División B de España.
El 21 de enero de 2004, vuelve a la SD Huesca de la Tercera División de España, tras la destitución de Txuma Martón.
En las temporadas siguientes dirigiría al CF Figueruelas, Unió Esportiva Tàrrega y en las categorías inferiores del Real Zaragoza.
En la temporada 2005-06, se convierte en entrenador de la UD Barbastro de la Tercera División de España, pero el 9 de noviembre de 2005, sería destituido y reemplazado por David Navarro.
En la temporada 2008-09, se convierte en entrenador de la SD Ejea de la Tercera División de España, pero el 21 de enero de 2009, sería destituido y reemplazado por David Navarro.
En la temporada 2011-12, dirige al equipo juvenil "B" del Real Zaragoza de Liga Nacional Juvenil.
En la temporada 2012-13, se hace cargo del juvenil "A" del Real Zaragoza que compite en División de Honor de Juveniles. 
El 21 de junio de 2013, firma como entrenador del Club Deportivo Tudelano de la Segunda División B de España.
En la temporada 2015-16, vuelve a dirigir al juvenil "A" del Real Zaragoza que compite en División de Honor de Juveniles.
En la temporada 2018-19, se hace cargo del Utebo Fútbol Club de la Tercera División de España.
El 26 de mayo de 2019, firma como entrenador de la Sociedad Deportiva Borja de la Tercera División de España, pero no acabaría la temporada al pedir su dimisión del conjunto zaragozano.
En julio de 2021, firma como entrenador del Utebo Fútbol Club de la Segunda División RFEF.
El 21 de mayo de 2022, el Utebo Fútbol Club logró un ascenso histórico a la Segunda División RFEF, gracias a su empate a 1-1 ante la UD Almería B en la final de la eliminatoria.
El 8 de junio de 2022, renueva por una temporada como entrenador del Utebo Fútbol Club para dirigirlo en la Segunda División RFEF.

## Clubes
| Club                     | País   | Año       |
| ------------------------ | ------ | --------- |
| SD Huesca                | España | 2000-2001 |
| SD Huesca                | España | 2004      |
| UD Barbastro             | España | 2005-2006 |
| SD Ejea                  | España | 2008-2009 |
| Real Zaragoza Juvenil    | España | 2011-2013 |
| CD Tudelano              | España | 2013      |
| Real Zaragoza Juvenil    | España | 2015-2016 |
| Utebo Fútbol Club        | España | 2018-2019 |
| Sociedad Deportiva Borja | España | 2019-2020 |
| Utebo Fútbol Club        | España | 2021-Act. |